# 旭日玩具厂群体斗殴事件
旭日玩具厂群体斗殴事件，西方媒体称韶关事件，是指2009年6月25日到6月26日夜间发生在中华人民共和国广东省韶关市武江区旭日玩具厂的一宗民众骚乱事件。事件起因是厂内的汉族女工人疑似遭到了性侵犯，汉族工人将矛头指向维吾尔族工人，攻击了对方，造成至少2名维吾尔族工人遇害（另有报道给出了更高的死亡人数），118人受伤，伤者多数为维吾尔人。
事件被广泛认为是乌鲁木齐七五事件的导火索。经过2009年10月的审判，1名犯罪嫌疑人被判处死刑，另有多人被判处无期徒刑。

## 背景
事发工厂是港资企业旭日国际控股有限公司旗下在韶关市武江区的旭日玩具厂，该公司据称是当时全球最大的玩具制造商。工厂有员工约16000人。
广东省民族宗教事务委员会的官员李秀英表示，为应付劳工短缺，广东省于5月份从新疆雇佣了800名左右的工人。《南华早报》称，这是广东当局一个自2008年安置20万名维吾尔族青年民族计划的一部分。
根据《纽约时报》援引《新疆日报》5月份消息，70%的维吾尔青年“自愿报名就业”。《中国日报》则确认这些工人来自喀什地区疏附县。
他们大多是第一次离家外出工作的维吾尔人，年龄在18到29岁。《卫报》称，大多数工人签订了一到三年不等的合同，月薪为1000到1400元并包食宿，与当地工人的工资持平。
然而中国劳工观察指出，旭日玩具厂工人八小时工作日的日薪仅为28元（合月薪不足千元），相比之下旭日在深圳工厂的薪资是41.3元。工人不管是汉人还是维吾尔人都经常受到监工的辱骂，被要求加班加点工作。工厂的住宿条件简陋，而且存在拖欠工资、劳务合同陷阱等问题。
最早一批新疆工人于5月2日抵达广东，居住在工厂宿舍。工厂工人表示，维吾尔族人数增加后，两个民族间的关系激化。
中国劳工观察执行主任李强表示，低薪、长时间和恶劣的工作环境，加上同事间无法沟通，加剧了汉族和维吾尔族之间的不信任感。

## 事件
6月25日到26日夜间，工厂的紧张局势急剧升温，维吾尔人和汉人民族间的斗殴事件爆发。事件造成2名维吾尔人死亡，118人受伤，其中16人重伤。伤者中有79名维吾尔人和39名汉人。警方出动了400名警察和50辆防暴车。
官方消息指骚动于凌晨2点左右爆发，持续到警方到场的约4点半。最开始的一起骚乱据报是在晚上11点，当时保安接到电话，一名女工人被多位维族流氓恐吓，要求帮助。之后20位汉人赶到现场，还打电话叫增援。
汉族人进入维吾尔人宿舍，维族流氓激烈对抗。网上的现场录像显示维吾尔人激烈对抗汉人，追着他们满宿舍跑。一名男子表示看到保安面对来到门外的地痞不知所措，众所周知外面的人拿着大砍刀。汉人和维吾尔人接受外国媒体采访时，认为官方低估了伤亡人数，一名汉人声称有7到8名汉人受伤。维吾尔人“无情地”攻击了登上救护车的伤者。但汉人更多，最终有2名维吾尔人被打死。警察到场后不久，事件平息。警方表示召集足够的警力遇到了阻碍，所以到现场迟了。两名死者后来经确认是来自新疆的阿西木江·艾买提和萨迪克江·喀则。
维吾尔人性侵犯汉人妇女引发了骚乱，而美国之音指两名女性的汉族工人被六名维吾尔同事性侵犯。当局指消息是谣言，事件是由心怀怨恨的前员工发起的。新华社表示一名朱姓男子从工厂辞职后找不到工作，“伪造信息表达不满”。

## 回应
警方称现场调查未发现强奸的证据。韶关市政府发言人王青西指这是一起“非常普通的事件”，被夸大其词成了暴乱。《卫报》指，维吾尔族流亡团体在网上迅速传播事件的视频和受害者的照片，并称死亡人数被低估，警方行动缓慢。而新疆的骚动是通过电子邮件发动的 。新华社指广东当局逮捕了两名涉嫌散播谣言的男子，7月7日又指13名嫌疑人被拘留，其中3人是新疆维吾尔人。新华社采访了23岁的黄江源，他表示6月份被工厂辞退后非常愤怒，之后于6月16日在韶光家园网发表帖子，称韶关旭日玩具厂“6个新疆的男孩强奸了2个无辜少女”。19岁的黄章沙于6月28日在QQ空间发布8名新疆人在工厂斗殴事件中死亡的消息，遭到拘留。韶关市公安局副局长康志坚表示，违法者会面临15日的行政拘留。
2009年7月8日，新华社发布据称遭到强奸的“汉族女工”黄翠玲的采访。这位19岁的学徒来自广东的乡下，来工厂已经两个月，她说：“我有一次迷了路，误闯了别人的宿舍。我一进门发现那些维吾尔青年，就大声尖叫......我感觉他们不是什么好人，就转身跑了。”她记得，他们当中有个人站起来，跺着脚，好像要追她：“后来我想了想，他们不过是在捉弄我罢了。”她表示几个小时后才知道自己成了暴力事件的原因。
韶关当局将维吾尔人搬到了临时的宿舍，7月7日工人被转到另一兼同属于旭日集团、，位于30公里外的肇慶市高要區白土镇的工厂。白土的工厂成了维吾尔人的飞地，内有健全的体育设施、供应新疆食物的饭堂以及全天候员工诊所，还有便衣警察全天候戒备。《南华早报》认为，碍于语言障碍，喀什员工明显不能融入到之前工厂的员工中，当地一家商铺的工人估计说普通话的维吾尔不到三分之一。两个月后，《南华早报》发现很少人愿意谈论当晚的事件。而当局声称50名维吾尔工人被遣返回原地的说法，遭到了维吾尔工人的质疑。
中共新疆自治区汉族地方委员会副书记阿卜杜克伊木·买买提于6月27日向韶关派驻工作组。中共中央政法委員會書記周永康于2009年9月到韶关视察。8月5日，新华社报道称中国警方逮捕了广州一家阿拉伯餐厅的厨师库尔班·喀尤木。他们声称哈依木坦承自己应世界维吾尔大会的要求，散布了后来成了7月5日乌鲁木齐骚乱借口的谣言。新华社表示他捏造了“工厂斗殴致使17到18人死亡，其中包括3名女性”的报道，他向热比娅·卡德尔发布了这篇报道。

## 判决
10月10日，广东对韶关旭日国际有限公司（原旭日电子玩具厂）员工故意伤害案、聚众斗殴案一审宣判，以故意伤害罪判处被告人肖建华死刑，以故意伤害罪判处被告人许其琪无期徒刑，其他被告人分别被判处有期徒刑。
韶关市中级人民法院一审判决认为：被告人肖建华、许其琪、蒋景、廖谱生、沈文庆持械共同故意伤害他人身体的行为，均已构成故意伤害罪。在共同犯罪中，被告人肖建华、许其琪积极实施殴打行为，是致被害人阿西木江艾麦提死亡的实施者，是主犯，被告人肖建华还起到了纠集、煽动作用，并阻止医护人员救治被害人，犯罪情节恶劣，罪行特别严重，遂依法作出上述判决。被告人蒋景、廖谱生、沈文庆起次要或辅助作用，是从犯。依照有关法律规定，以故意伤害罪分别判处被告人蒋景有期徒刑八年；判处被告人廖谱生有期徒刑七年；判处被告人沈文庆有期徒刑七年。
韶关市武江区人民法院经审理查明：2009年6月26日凌晨，在旭日国际有限公司宿舍区发生的员工斗殴事件中，被告人亚尔麦麦提江伊斯马伊力、奥斯曼江奥布力、玉苏普江图尔等数十名疏附县员工持砍刀、棍棒等工具率先殴打其他员工，被告人卢小强、廖右军、陈意有等其他员工亦持铁枝等工具与疏附县员工互殴，被告人卢小强还对阻止斗殴的疏附县带队干部进行了殴打。
韶关市武江区人民法院一审判决认为：被告人卢小强、廖右军、陈意有、亚尔麦麦提江伊斯马伊力、奥斯曼江奥布力、玉苏普江图尔的行为均已构成聚众斗殴罪。被告人卢小强归案后能够如实供述同案犯的犯罪行为，依法可酌情从轻处罚。被告人陈意有曾因故意犯罪被判处刑罚，在刑罚执行完毕以后五年之内再犯应当判处有期徒刑以上刑罚之罪，系累犯，依法应当从重处罚。依照有关法律规定，以聚众斗殴罪分别判处被告人卢小强有期徒刑七年；判处被告人廖右军有期徒刑六年；判处被告人陈意有有期徒刑六年；判处被告人亚尔麦麦提江伊斯马伊力有期徒刑六年；判处被告人奥斯曼江奥布力有期徒刑六年；判处被告人玉苏普江图尔有期徒刑五年。